# ДНК-дактилоскопия
ДНК-дактилоскопи́я или  генети́ческая дактилоскопи́я, ДНК-тест — система научных методов биологической идентификации индивидуумов (организмов) на основе уникальности последовательности нуклеотидов ДНК каждого живого существа, своеобразного «генетического отпечатка», остающегося индивидуальным и неизменным на протяжении всей жизни индивидуума (организма).
Метод открыт 10 сентября 1984 года британским генетиком Алеком Джеффрисом. Используется во всём мире преимущественно в криминалистике при проведении судебно-медицинских экспертиз для раскрытия самых разных преступлений, а также для установления родства и решения множества других задач, связанных с идентификацией личности.
Сегодня ДНК-дактилоскопия проводится даже в портативных лабораториях, и десятки предприятий в мире выпускают оборудование для геномной идентификации личности.

## История открытия
Метод ДНК-идентификации человека (индивидуума или организма) по аналогии с методом идентификации по отпечаткам пальцев, подобно многим другим великим открытиям, родился благодаря случаю — как побочный результат другого исследования.
10 сентября 1984 года британский генетик Алек Джеффрис в процессе изучения в лаборатории Университета города Лестера одного из новых методов отслеживания генетических отклонений в хромосомной ДНК рассматривал рентгеновские снимки ДНК и вдруг обнаружил, что цепочки ДНК разных людей имеют уникальные последовательности нуклеотидов.
Занимаясь анализом ДНК, кодирующей миоглобин, учёный обнаружил в геле (то есть в желатиновой матрице, где фрагменты ДНК перемещаются в электрическом поле со скоростью, зависящей от их размера) целое множество минисателлитов. Это выглядело странным, пусть даже большая часть генов и содержит «мусорные» фрагменты ДНК, которые не принимаются во внимание при его считывании РНК, переносчиком генетической информации от ДНК к месту синтеза белков. При ближайшем рассмотрении он осознал, что образцы ДНК разных людей содержат весьма отличные друг от друга минисателлитные последовательности. Джеффрис сразу понял, что это значит. Последовательности ДНК конкретного человека составляют его ДНК-профиль или «генетический паспорт», который можно использовать для безошибочной идентификации личности. Участки ДНК, которые он открыл, никогда не повторяются.
Едва Джеффрис опубликовал результаты своего исследования, с ним тут же связались учёные из Министерства внутренних дел Великобритании: в открытии они увидели надёжный способ проверять, говорят ли правду иммигранты, заявляющие, что состоят в близком родстве с гражданином Великобритании.
Первым уголовным делом, в котором была применена генетическая экспертиза, стало дело об изнасиловании и убийстве двух девочек в ноябре 1983 года и в июле 1986 года. Новый метод сначала помог установить невиновность арестованного Ричарда Бакленда, а затем и изобличить настоящего убийцу — Колина Питчфорка.

## Области применения
Это открытие сначала, конечно, стали применять в криминалистике при проведении судебно-медицинских экспертиз для доказательства причастности или, наоборот, непричастности подозреваемых к преступлениям, в которых они обвинялись. К традиционной дактилоскопии — определению личности человека по отпечаткам пальцев — добавилась генетическая (геномная) дактилоскопия, то есть определение личности по:
- волосу (с корнем),
- слюне (например, на фильтре от сигареты),
- частице кожи,
- капельке крови,
- кости,
- зубу,

то есть по любому биообъекту очень малого количества. Ведь в любом биоматериале человека есть ДНК. И, как установил Алек Джеффрис, по её особенностям можно идентифицировать людей. В ходе криминальных расследований начали сравнивать ДНК подозреваемых с ДНК, полученными из образцов волос, биологических жидкостей и кожи, обнаруженных на месте преступления.
Позже техника ДНК-дактилоскопии, открытая Алеком Джеффрисом, начала использоваться повсеместно для установления родства и решения множества других задач, связанных с идентификацией личности.
- В настоящее время ДНК-типирование является одной из наиболее мощных и получивших широкое применение биотехнологических методик.

Оно используется для выявления малейших различий в составе образцов ДНК.
- Для определения совместимости донора и реципиента при проведении трансплантации органов и тканей.

- Выявление специфических микроорганизмов, отслеживания необходимых генов в процессе селекции растений.

- установления отцовства.

- Для идентификации останков людей (например, для установления личностей неизвестных погибших солдат или жертв катастроф).

- Для регуляции размножения животных в условиях зоопарков.

- Для быстрого диагностирования с высокой степенью точности таких заболеваний, как ВИЧ-инфекция и хламидиоз, выявления генов, определяющих предрасположенность индивидуума к различным формам рака и другим заболеваниям[2].

Только в 2008 году (то есть в течение одного года) во всём мире с помощью данной системы ДНК-идентификации было раскрыто 17614 преступлений, в том числе 83 убийства и 184 изнасилования.

## Процесс ДНК-профилирования

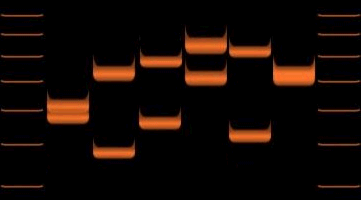
Вариации тандемного повтора длин аллелей шести индивидуумов

Несмотря на то, что 99,9 % последовательностей ДНК человека совпадают по составу, ДНК разных людей достаточно индивидуальны. В ДНК-профилировании анализируется количество повторяющихся элементов в выбранном участке генома. Повторяющийся элемент называется тандемным повтором, и его количество является вариабельным. Чем больше участков генома (или локусов) анализируется при составления ДНК-профиля, тем выше точность идентификации личности. В настоящее время число локусов для составления ДНК-профиля достигает 16 и более.
Составление ДНК-профиля человека (ДНК-профилирование) не следует путать с полной расшифровкой его генома.
Процесс ДНК-профилирования начинается с подготовки образца ДНК индивидуума (обычно называемый «контрольным образцом»). Наиболее предпочтительным методом отбора эталонного образца является использование буккального (щёчного) мазка, так как при таком способе снижается вероятность его загрязнения. Если это не представляется возможным (например, если для такой процедуры требуется решение суда, которое отсутствует), можно воспользоваться другими методами для сбора образцов крови, слюны, спермы или других подходящих жидкостей либо тканей с личных вещей (например, с зубной щётки, бритвы и т. п.). Можно воспользоваться образцами из хранилищ (например, из банка спермы или из хранилища биопсии тканей). Образцы, полученные из крови биологических родственников, могут служить индикатором профиля индивидуума, равно как и человеческие останки, которые были ранее профилированы.
Контрольный образец затем анализируется для создания ДНК-профиля человека с помощью одного из методов, описанных ниже. После проведения анализа ДНК-профиль можно сравнить с другим образцом, чтобы определить, есть ли генетическое сходство.
В то же время сравнение образцов ДНК, особенно в криминальных расследованиях, может быть недостаточно объективным, особенно в случае, когда эксперты получают дополнительную информацию о подозреваемых.

## Методы ДНК-профилирования

### ПДРФ-анализ
Первыми методами генетического анализа, использовавшимися для ДНК-профилирования, были распознавание эндонуклеазы рестрикции, а затем анализ Саузерн-блоттинг. Хотя в позициях расщепления эндонуклеазы рестрикции может проявляться полиморфизм, чаще всего именно энзимы и ДНК-пробы используются для анализа локусов тандемного повтора. Однако Саузерн-блоттинг является трудоёмким методом и требует большого количества образцов ДНК. Кроме того, оригинальная методика Карла Брауна просмотра многих локусов минисателлитов одновременно увеличивает наблюдаемую вариабельность, что создаёт трудности в различении отдельных аллелей и тем самым исключает этот метод для тестирования на отцовство. Эти ранние методы были вытеснены методами ПЦР-анализа.

### ПЦР-анализ
С изобретением метода полимеразной цепной реакции (ПЦР) ДНК-профилирование сделало огромный шаг вперёд как в отношении разрешающей способности, так и в возможности восстановления информации по очень малым (или деградирующим) образцам. ПЦР позволяет многократно амплифицировать участок ДНК, используя олигонуклеотидные праймеры и термостабильные ДНК-полимеразы. Первые методы анализа, такие как дот-блоттинг, были очень популярны благодаря своей простоте и скорости, с которой можно было получить результат. Однако они не обладали такой разрешающей способностью, как метод ПДРФ. Кроме того, было трудно определить ДНК-профили для смеси образцов, таких как вагинальный мазок у жертв сексуального насилия.
К счастью, метод ПЦР был легко адаптирован для анализа локусов тандемных повторов. В США ФБР стандартизировало набор из 13 тандемных повторов для ДНК-профилирования, а также организовало объединённую базу данных ДНК «Combined DNA Index System (CODIS)» для судебно-медицинской идентификации в уголовных делах. Подобные анализы и базы данных были созданы и в других странах. Кроме того, разработаны комплекты инструментальных средств, которые позволяют анализировать одиночный нуклеотидный полиморфизм (ОНП).

### КТП-анализ
Метод ДНК-профилирования, используемый в настоящее время, основан на методе ПЦР и использует короткие тандемные повторы (КТП). В этом методе анализируются участки с высокой степенью полиморфизма, которые имеют короткие повторяющиеся последовательности ДНК (наиболее распространённым является 4 базовых повтора, но встречаются и другие длины повтора, в том числе 3 и 5 пар оснований). Поскольку разные люди имеют разное число повторяющихся звеньев, эти участки ДНК могут использоваться для установления различий между индивидуумами. К участкам генома, содержащим КТП, подбирают специфичные олигонуклеотидные праймеры, затем с помощью ПЦР амплифицируют соответствующие фрагменты ДНК. Эти фрагменты ДНК затем разделяются и распознаются с помощью электрофореза. Есть два распространённых метода разделения и распознавания: капиллярный электрофорез (КЭ) и гель-электрофорез.

### Митохондриальный анализ
Для сильно деградированных био-образцов иногда бывает невозможно получить достаточное количество ядерной ДНК. В таких ситуациях анализируется митохондриальная ДНК (мтДНК), поскольку в клетке существует много копий мтДНК, тогда как ядерной ДНК может быть не более 1-2 копий. Митохондриальный анализ является полезным дополнением при идентификации в таких случаях, как поиск пропавших без вести лиц, когда имеются только родственники, связанные по материнской линии. Митохондриальная ДНК может быть получена из таких био-материалов, как волосы (с корнем), старые кости или зубы.
Этот метод, в частности, был использован в установлении того факта, что одна из наиболее известных в мире самозванок Анна Андерсон на самом деле не являлась великой русской княжной Анастасией Николаевной Романовой, за которую она себя выдавала.

## Возможности генетической криминалистической экспертизы
Сравнительно просто получить ДНК из свежего образца крови, слюны и спермы, но получить ДНК с объектов, к которым человек просто прикасался, весьма сложно. До 2000 года было невозможно составить профиль ДНК на основе крошечных образцов биоматериала. Но в наше время профиль ДНК может генерироваться только из 50 пикограммов ДНК (количество, содержащееся примерно в 8 клетках человека). Такой след нельзя увидеть невооруженным глазом. При этом следует иметь в виду, что если количество анализируемого материала слишком мало, то его можно спутать с фоновой ДНК (появившейся до совершения преступления и не имеющая к нему отношения) или ДНК другого человека (например, жертвы).
ДНК-экспертиза позволяет установить пол человека. Определить цвет его глаз и волос с помощью ДНК сложнее, а другие данные о нём (например, рост) установить с помощью ДНК пока невозможно. ДНК-экспертиза также позволяет достоверно определить принадлежность человека, оставившего след, к основным континентальным группам (африканской, западно-евразийской, восточно- и южно-азиатской, коренной американской (индейской)).

## Известные случаи практического использования

### В криминалистике
- В 2004 году анализ ДНК позволил пролить новый свет на таинственное исчезновение в 1912 году Бобби Данбара, четырёхлетнего мальчика, который пропал во время рыбалки. Он якобы был найден живым спустя восемь месяцев, но женщина по имени Джулия Андерсон утверждала, что мальчик является её сыном, Брюсом Андерсоном. Суд не поверил ей, и мальчик был передан в семью Данбаров. Однако тест ДНК в 2004 году установил, что мальчик, обнаруженный в 1912 году, не является Бобби Данбаром, чья реальная судьба по-прежнему остаётся неизвестной[12].
- В марте 2011 года в Подмосковье неизвестными была похищена 16-летняя Виктория Теслюк, дочь крупного предпринимателя. Поиски девушки результатов не дали. Когда в конце апреля того же года было обнаружено тело, предположительно, Виктории, визуально его опознать не смогли вследствие повреждения трупа лесными животными и естественных гнилостных изменений. После проведения экспертизы ДНК найденного трупа была однозначно установлена его идентичность пропавшей Теслюк[13].
- В 2012 Канадская конная полиция определила убийцу по крайней мере одной из жертв убийств на «Шоссе слёз», используя ДНК-профиль, созданный ещё в 2007 году[14].

### В установлении родства
- В 1950-е годы некая Анна Андерсон заявила, что она является великой княжной Анастасией Николаевной Романовой. После смерти Анны в 1980-е годы образцы её тканей хранились в госпитале Шарлоттсвиль, штат Виргиния. Позже, когда появилась возможность их научного исследования, эти образцы были подвергнуты ДНК-дактилоскопии, которая показала, что лже-Анастасия не имеет никакого отношения к роду Романовых[15].
- Загадка Каспара Хаузера. С помощью ДНК-дактилоскопии была предпринята попытка разрешения одной из самых нашумевших и загадочных историй XIX века в Европе — о происхождении Каспара Хаузера. Народная молва упорно считает Каспара наследным принцем баденского престола, похищенным из колыбели, трон которого занял узурпатор. Предполагаемыми родителями Каспара считаются Стефания де Богарне, великая герцогиня Баденская, и великий герцог Баденский Карл. Многочисленные расследования до сих пор не дали окончательного ответа, кем был на самом деле Каспар Хаузер. Первое ДНК-тестирование по проверке этой гипотезы дало отрицательный результат. В 1996 году с пятен крови на кальсонах, предположительно принадлежавших Каспару и хранящихся ныне в музее Ансбаха, был взят генетический материал. Образец разделили пополам, причём одну половину получил Институт Судебной медицины при Мюнхенском университете, другую — судебно-экспертная лаборатория в Бирмингеме (Англия). Кровь для анализа предоставили двое потомков Стефании де Богарне по женской линии. В качестве метода использовался анализ митохондриальной ДНК, передающейся ребёнку только от матери. Таким образом, все члены одной семьи, происходящие от одной женщины-предка, имеют сходную структуру этого типа ДНК. Результат оказался отрицательным — если допустить, что панталоны действительно принадлежали Каспару, он никак не мог быть родственником Стефании, великой герцогини Баденской[16]. Однако в 2002 году появилась информация, что произошла ошибка, и панталоны отнюдь не принадлежали нюрнбергскому найдёнышу. Попытку решили повторить, взяв на сей раз за основу образцы генетического материала, взятые со шляпы, брюк и пряди волос, до сих пор хранящихся в так называемой «фейербахской коллекции». Было взято 6 образцов, ДНК которых оказались идентичными между собой. Кровь для анализа дала Астрид фон Медингер — потомок Стефании по женской линии. Анализ проводился в Институте судебной медицины Мюнстера под руководством профессора Б. Бринкманна[17]. Результат оказался положительным — цепочки ДНК совпали на 95 %. Таким образом, вероятность, что Каспар был действительно сыном Стефании, очень высока[18], хотя с этим результатом согласны далеко не все исследователи, и, возможно, потребуется дополнительная проверка[19].

## Базы данных ДНК-профилей в мире
Метод ДНК-анализа применяется в экспертно-криминалистической практике США, Канады, Великобритании, Японии, Китая, Малайзии, Сингапура, Таиланда, Чили, Колумбии, Новой Зеландии, России и других стран, некоторые страны создали обширные базы ДНК-профилей.
Самый большой банк данных ДНК в мире — Национальная база Великобритании «NDNAD», которая учреждена в 1995 году и содержала к 2005 году около 3,1 млн проб, в 2015 — 5,7 млн. В ней хранится информация о ДНК не только осуждённых, но и подозреваемых. По данным британских криминалистов, еженедельно раскрывается до 2 тысяч преступлений, по которым с места происшествия изымался генетический материал. Данный вид экспертизы позволил значительно повысить раскрываемость таких видов преступлений, как кражи со взломом, грабежи, угоны автомашин — всего 90 % раскрытых дел. С 1998 года обсуждается вопрос о введении генной паспортизации всего населения.
В США Национальная база данных по генетической информации [уточнить] создана в 1998 году. К 2002 году в ней хранилось более 800 тысяч генотипов. Учёту подлежат лица, осуждённые за совершение тяжких и особо тяжких преступлений. В базе National DNA Index (NDIS, часть CODIS) хранилось более 10 млн профилей.
В базе данных Исландии содержатся генотипы всего населения страны (около 300 тысяч человек).

## Обязательные тесты ДНК в России
В России 3 декабря 2008 года Госдума приняла Федеральный закон «О государственной геномной регистрации в Российской Федерации». По этому закону создана федеральная база данных ДНК, содержащая информацию об осуждённых за тяжкие и особо тяжкие преступления, за преступления против половой неприкосновенности.
У неопознанных трупах и о биологических следах, изъятых с мест совершения преступлений. Оператором базы данных является МВД России. 
С 8 мая 2023 года тест ДНК берут у всех подозреваемых, обвиняемых и  осуждённых.
В России с 2023 года при суррогатном материнстве обязателен тест ДНК ребёнка и предполагаемых биологических родителей, только после этого ребёнка передают биологическим родителям.
С 2024 года обязательно тест ДНК должны сдавать родственники пропавших без вести.
С 1 января 2025 года обязательный тест ДНК должны будут сдавать попавшие под административный арест.
Путин поддержал идею сдачи ДНК военными, которые воюют в Украине, это облегчит идентификацию их останков в случае пропажи без вести или поможет быстро определить их отцовство.

### Предложение об обязательном тесте ДНК при рождении детей
В России предлагают ввести обязательный ДНК-тест при рождении ребёнка, во первых, чтобы отцы точно знали, что это их дети, во вторых, чтобы родители точно были уверены, что им не подменили ребёнка.
Врач советует провести всем тест ДНК не только после родов, но и до зачатия детей, чтобы определить риски рождения детей с генетическими заболеваниями, и считает, что в будущем ДНК-тесты будут проводить всем людям без исключения.
Тест на отцовство можно провести на 10-й неделе беременности, для этого у матери берут кровь, из которой выделяют фетальную ДНК и сравнивают фрагменты ДНК плода с ДНК предполагаемого отца.
При тесте на отцовство до 30 % мужчин получают отрицательный результат.

## Обязательные ДНК-тесты на Украине
В новостях Украины появлялась информация, что военные и правохранители должны обязательно сдавать тесты ДНК с 2022 года, процедура для граждан Украины бесплатная, пока действует военное положение,  но в Украине не хватает лабораторий и специалистов по ДНК-тестированию, в 2024 году собрали только 54 000 образцов ДНК пропавших без вести, ДНК-тестирование военных не ведётся.
В Украине в 2022 году приняли закон о государственной регистрации геномной информации человека и электронной базе ДНК и обязательном взятии образцов ДНК у подозреваемых, обвиняемых и подсудимых.
У неопознанных трупах, у людей, которые не могут сообщить о себе сведения, у родственников пропавших без вести.